# Gran Dolmen

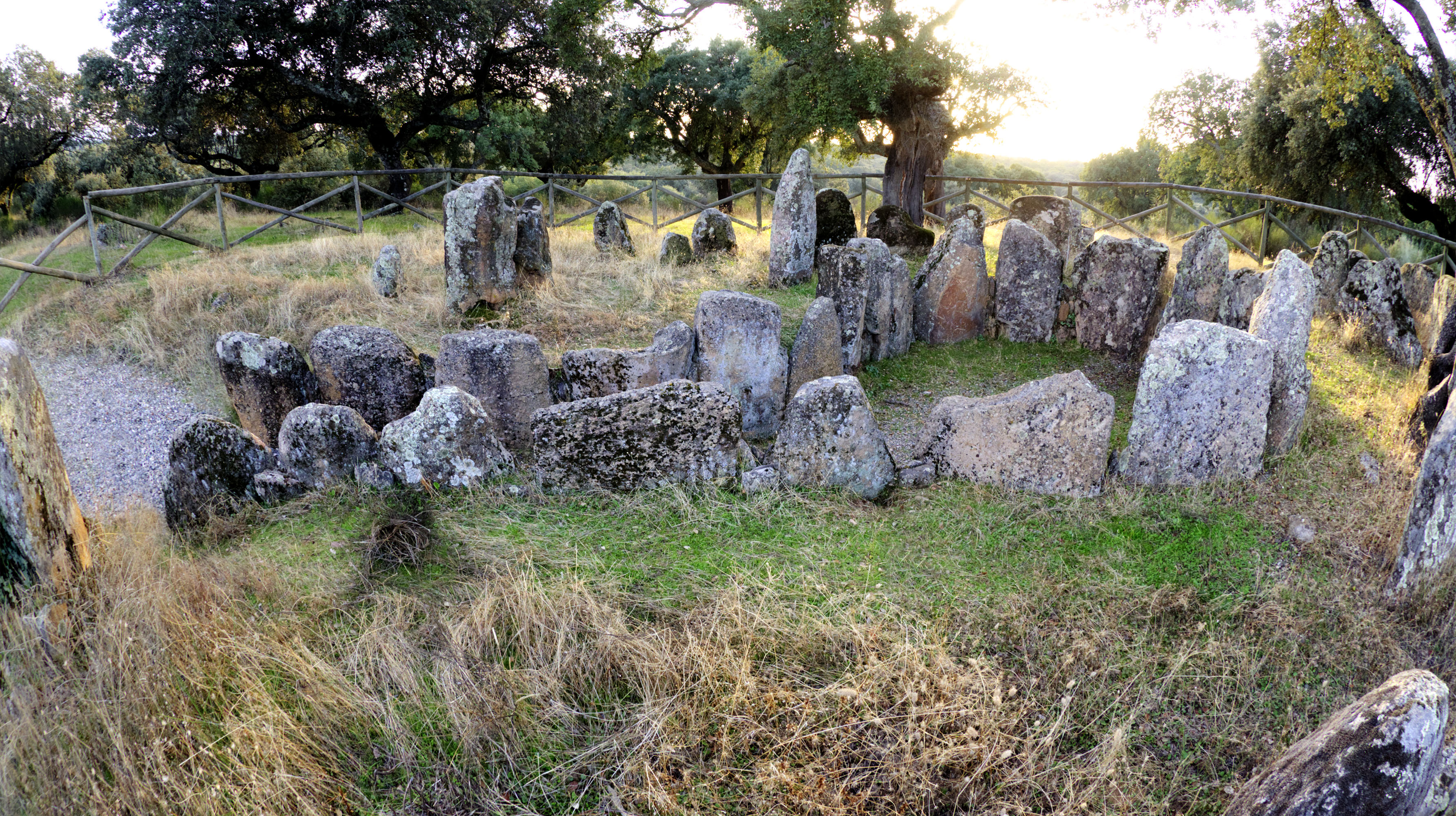
Gran Dolmen mit Resten der äußeren Steinkreise

Der Gran Dolmen (deutsch „großer Dolmen“) liegt westlich von Montehermoso bei Caceres in der Extremadura in Spanien. 
Der Dolmen hat eine runde Kammer mit langem, breitem Gang aus eng stehenden Monolithen. Der Deckenausbau ist nicht erhalten. Der Dolmen war mit einem Erdhügel bedeckt, von dem die Reste mehrerer konzentrischer Kreise aus Megalithen partiell enthalten sind. Die runde Kammer weist Ähnlichkeiten mit den Domen Cerro de la Barca und Lácara auf.
In der Nähe liegen die Dolmen Dolmen del Tremedal und der Dolmen de la Gran Encina.